# Bioinformatika
Bioinformatika (grč. bios: život, engl. informatics: informatika), istraživanje genetičkih i drugih bioloških informacija s pomoću računalne tehnologije i statističkih metoda.
Bioinformatika se upotrebljava i u farmaciji za proračun prognoze proteinskih struktura i proteinske interakcije.